# Grand Prix-wegrace van Finland 1972
De Grand Prix-wegrace van Finland 1972 was de twaalfde race van het wereldkampioenschap wegrace-seizoen 1972. De races werd verreden op 30 juli 1972 op het stratencircuit Imatra (Zuid-Finland). In dit weekend werden de wereldkampioenschappen in de 250cc-klasse en de zijspanklasse beslist.

## 500 cc
In Finland had Giacomo Agostini weer geen enkele tegenstand. Hij had na de race wel wat te vieren: zijn 100e Grand Prix-overwinning én zijn 12e wereldtitel. Alberto Pagani kreeg in het gevecht om de tweede plaats te maken met Kim Newcombe, tot diens König op drie cilinders ging lopen. Daardoor kon Rodney Gould derde worden. Hij was tevens de laatste die in dezelfde ronde als Agostini finishte.

### Uitslag 500 cc
| Pos | Coureur          | Merk      | Tijd      | Punten |
| --- | ---------------- | --------- | --------- | ------ |
| 1   | Giacomo Agostini | MV Agusta | 56' 24" 2 | 15     |
| 2   | Alberto Pagani   | MV Agusta | +1' 39" 9 | 12     |
| 3   | Rodney Gould     | Yamaha    | +2' 36" 4 | 10     |
| 4   | Billie Nelson    | Yamaha    | +1 ronde  | 8      |
| 5   | Dave Simmonds    | Kawasaki  | +1 ronde  | 6      |
| 6   | Pentti Korhonen  | Yamaha    | +1 ronde  | 5      |
| 7   | Jerry Lancaster  | Yamaha    | +1 ronde  | 4      |
| 8   | Derek Lee        | Suzuki    | +1 ronde  | 3      |
| 9   | Johnny Bengtsson | Husqvarna | +3 ronden | 2      |
| 10  | Lothar John      | Yamaha    | +4 ronden | 1      |
| 11  | Kai Kuparinen    | Suzuki    |           |        |
| 12  | Bo Granath       | Husqvarna |           |        |
| DNF | Kim Newcombe     | König     | motor     |        |

## 350 cc
In het de 350cc-klasse had Phil Read als snelste getraind, maar meteen na de start sloeg er een drijfstang door zijn carter, waardoor hij duwend de pit in kwam. Agostini nam de leiding en behield die de hele race. Saarinen riskeerde niet alles om hem in te halen, want hij moest fit blijven voor de 250cc-race, waarin hij later op de dag zijn eerste wereldtitel zou halen. In de 350cc-race werd hij wel tweede met 8 seconden voorsprong op Renzo Pasolini.

### Uitslag 350 cc
| Pos. | Coureur              | Merk      | Tijd      | Punten |
| ---- | -------------------- | --------- | --------- | ------ |
| 1    | Giacomo Agostini     | MV Agusta | 55' 59" 7 | 15     |
| 2    | Jarno Saarinen       | Yamaha    | +26" 5    | 12     |
| 3    | Renzo Pasolini       | Aermacchi | +35" 1    | 10     |
| 4    | Bruno Kneubühler     | Yamaha    | +2' 16" 3 | 8      |
| 5    | Teuvo Länsivuori     | Yamaha    | +2' 26" 9 | 6      |
| 6    | John Dodds           | Yamaha    | +1 ronde  | 5      |
| 7    | Matti Salonen        | Yamaha    | +1 ronde  | 4      |
| 8    | Sven-Olof Gunnarsson | Yamaha    | +1 ronde  | 3      |
| 9    | Bosse Granath        | Yamaha    |           | 2      |
| 10   | Marcel Ankoné        | Yamsel    |           | 1      |
| 11   | Silvio Grassetti     | MZ        |           |        |
| 12   | Nico van der Zanden  | Yamaha    |           |        |
| DNF  | Phil Read            | MV Agusta | motor     |        |

## 250 cc
Jarno Saarinen stelde in zijn thuisrace in Imatra zijn wereldtitel veilig. Daarbij werd hij geholpen doordat zowel Rodney Gould (defecte ontsteking) als Renzo Pasolini (overslaande motor) uitvielen. Silvio Grassetti werd tweede achter Saarinen, Kent Andersson werd derde.

### Uitslag 250 cc
| Pos | Coureur           | Merk      | Tijd       | Punten     |
| --- | ----------------- | --------- | ---------- | ---------- |
| 1   | Jarno Saarinen    | Yamaha    | 53' 36" 4  | 15         |
| 2   | Silvio Grassetti  | MZ        | +41" 3     | 12         |
| 3   | Kent Andersson    | Yamaha    | +49" 4     | 10         |
| 4   | Teuvo Länsivuori  | Yamaha    | +57" 7     | 8          |
| 5   | Börje Jansson     | Yamaha    | +1' 09" 9  | 6          |
| 6   | Tapio Virtanen    | Yamaha    | +2' 25" 5  | 5          |
| 7   | Roland Olsson     | Yamaha    |            | 4          |
| 8   | Seppo Kangasniemi | Yamaha    | +1 ronde   | 3          |
| 9   | Gert Bender       | Maico     |            | 2          |
| 10  | Günter Fischer    | Yamaha    |            | 1          |
| DNF | Rodney Gould      | Yamaha    | ontsteking | ontsteking |
| DNF | Renzo Pasolini    | Aermacchi | motor      |            |

## 125 cc
In Finland spaarde Ángel Nieto zijn Derbi door achter Kent Andersson te blijven. Slechts één ronde reed Nieto aan de leiding, maar hij werd meteen teruggepakt door Andersson en Börje Jansson. Die laatste viel echter uit door een lekkende benzinetank. Nieto werd slechts tweede achter Andersson, maar werd geholpen door het uitvallen van Jansson en Chas Mortimer. Andersson won de race, Dieter Braun werd derde.

### Uitslag 125 cc
| Pos | Coureur        | Merk     | Tijd      | Punten |
| --- | -------------- | -------- | --------- | ------ |
| 1   | Kent Andersson | Yamaha   | 46' 07" 8 | 15     |
| 2   | Ángel Nieto    | Derbi    | +9" 4     | 12     |
| 3   | Dieter Braun   | Maico    | +1' 02" 1 | 10     |
| 4   | Harald Bartol  | Suzuki   | +1' 38" 0 | 8      |
| 5   | Dave Simmonds  | Kawasaki | +2' 05" 1 | 6      |
| 6   | Benjamín Grau  | Derbi    | +2' 55" 0 | 5      |
| 7   | Matti Salonen  | Yamaha   | +1 ronde  | 4      |
| 8   | Bernd Köhler   | MZ       | +1 ronde  | 3      |
| 9   | Pentti Salonen | Yamaha   |           | 2      |
| 10  | Roland Olsson  | Yamaha   |           | 1      |
| DNF | Börje Jansson  | Maico    | tank lek  |        |
| DNF | Chas Mortimer  | Yamaha   |           |        |

## Zijspanklasse
Na het overlijden van zijn bakkenist Hans-Jürgen Cusnik verdedigde Heinz Luthringshauser zijn kansen niet in de laatste race in Finland. Daardoor hoefde Klaus Enders ook niet het achterste van zijn tong te laten zien. Hij had genoeg aan de tweede plaats achter Chris Vincent om zijn wereldtitel zeker te stellen. Siegfried Schauzu werd in Finland derde.

### Uitslag zijspanklasse
| Pos | Coureur           | Bakkenist        | Merk         | Tijd      | Punten |
| --- | ----------------- | ---------------- | ------------ | --------- | ------ |
| 1   | Chris Vincent     | Michael Casey    | Münch-URS    | 46' 53" 4 | 15     |
| 2   | Klaus Enders      | Ralf Engelhardt  | Busch-BMW    | +54" 8    | 12     |
| 3   | Siegfried Schauzu | Wolfgang Kalauch | BMW          | +1' 08" 9 | 10     |
| 4   | Richard Wegener   | Adi Heinrichs    | BMW          | +2' 03" 5 | 8      |
| 5   | Wolfgang Klenk    | Norman Scherer   | BMW          | +1 ronde  | 6      |
| 6   | Gustav Pape       | Franz Kallenberg | BMW          |           | 5      |
| 7   | Hermann Binding   | Helmut Fleck     | BMW          |           | 4      |
| 8   | Egon Schons       | Karl Lauterbach  | BMW          |           | 3      |
| 9   | Rudi Kurth        | Dane Rowe        | CAT-Crescent |           | 2      |
| 10  | Pentti Moskari    | Olaf Sten        | BMW          |           | 1      |

1932 · 1948 · 1949 · 1950 · 1951 · 1952 · 1953 · 1954 · 1955 · 1956 · 1957 · 1958 · 1959 · 1960 · 1961 · 1962 · 1963 · 1964 · 1965 · 1966 · 1967 · 1968 · 1969 · 1970 · 1971 · 1972 · 1973 · 1974 · 1975 · 1976 · 1977 · 1978 · 1979 · 1980 · 1981 · 1982